# Моніка Казалетто
Моніка Казалетто (Павія, 24 лютого 1968) - італійська політична діячка.

## Біографія

### Обрання сенаторкою
У 2013 році Моніка була обрана сенаторкою XVII законодавчого органу Італійської Республіки в окрузі Ломбардія від Руху 5 зірок. Вона замінює свою колегу Марію Муссіні на посаді секретарки групи Руху 5 зірок в Сенаті з 30 вересня 2013 року по 9 січня 2014 року.
Після її відставки з Сенату разом із чотирма колегами: Мауріціо Романі, Марією Муссіні, Лаурою Бігнамі та Алессандрою Бенчіні її виключили з Руху 5 зірок.
Разом із сенаторкою Алессандрою Бенчіні вона приєднується до змішаної групи «Italia Lavori in Corso» (ILIC) із 4 виключених сенаторів на чолі з Луїсом Альберто Орельяною (Лоренцо Баттіста, Фабріціо Боккіно, Франческо Кампанелла, а також колишній GAPP і колишній M5S Паола де Пін), а не до Руху X (MX) колег- сенаторів, які пішли у відставку.
Разом з іншими депутатами та депутатками, виключеними або виключеними з Руху, вона брала участь у виплаті добових у благодійній діяльності.
22 грудня 2015 року вона залишає змішану групу і приєднується до правоцентристської парламентської групи «Великі автономії та свобода – Союз християнських демократів і центристських демократів».

## Інші проєкти
- Wikimedia Commons [Архівовано 10 серпня 2019 у Wayback Machine.] contiene immagini o altri file su Monica Casaletto

## Зовнішні посилання
- Моніка Казалетто, Сенато.І. - XVII Законодавча, Італійський парламент [Архівовано 21 січня 2022 у Wayback Machine.].